# Xenopsylla difficilis
Xenopsylla difficilis är en loppart som beskrevs av Jordan 1925. Xenopsylla difficilis ingår i släktet Xenopsylla och familjen husloppor. Inga underarter finns listade i Catalogue of Life.